# Prymnesiophyceae

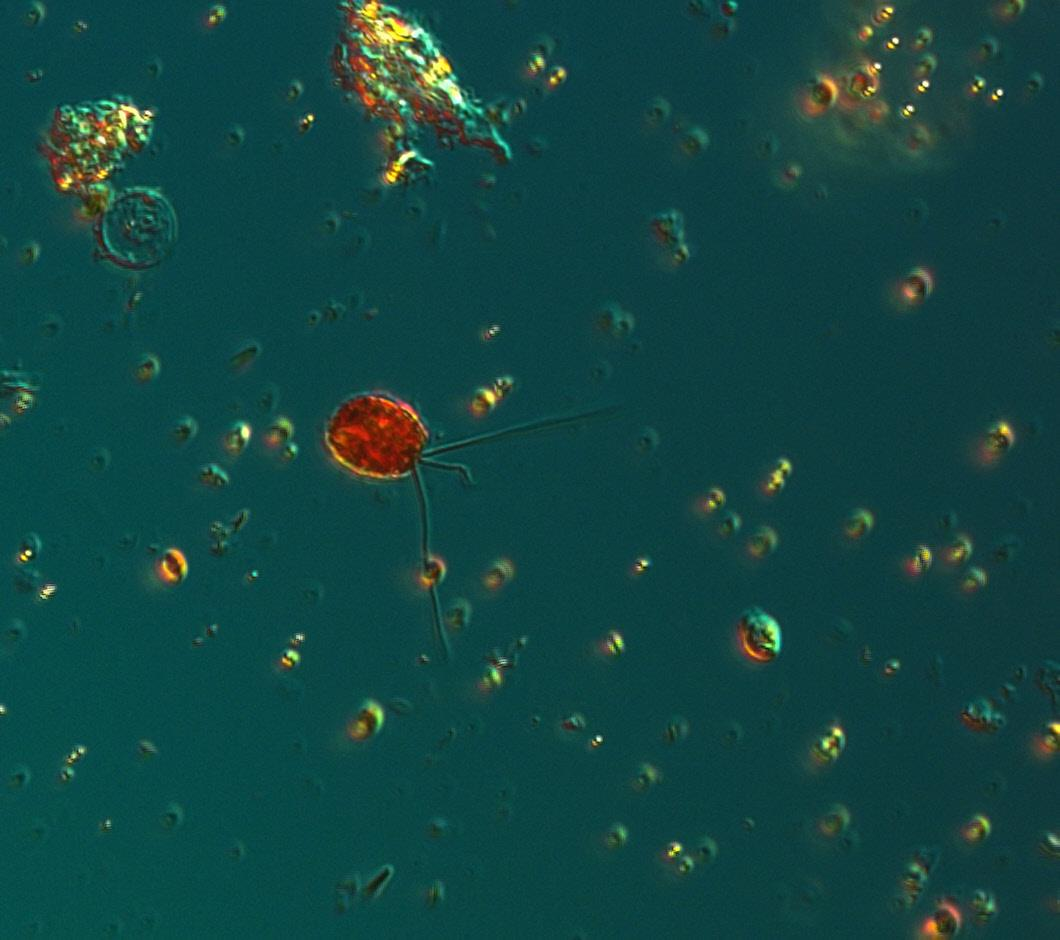
LM-Aufnahme einer Prymnesiales-Spezies aus der Ostsee in Lugolscher Lösung
Malin Mohlin, SMHI

Die Prymnesiophyceae (alias Coccolithophyceae, Haptophyceae etc.) sind eine Klasse der Haptophyten. Bereits 1972 von Casper beschrieben, waren die Voraussetzung für eine gültige Veröffentlichung nach dem Internationalen Code der Nomenklatur für Algen, Pilze und Pflanzen nicht vollständig erfüllt, bis Hibberd 1976 die Beschreibung vervollständigte. Die Prymnesiophyceae sind einzellig und haben Chloroplasten, weshalb sie in die nicht-taxonomische Gruppe der Algen, genauer Mikroalgen, klassifiziert werden. Einige Arten haben zwei Stadien in ihrem Lebenszyklus, abwechselnd ein koloniales oder fadenförmiges Stadium und ein Geißelstadium. Das Taxon umfasst die meisten Haptophyten-Arten, darunter die bekannten Gattungen Phaeocystis, Chrysochromulina, Prymnesium und die Coccolithophoren, die periodisch Algenblüten an den Küsten und im offenen Ozean bilden und einen unübersehbaren Einfluss auf das Funktionieren der marinen Ökosysteme haben. Ein Teil der Mitglieder bildet kalzifizierte Schalen aus (wie die Coccolithales), ein Teil nicht (wie die Prymnesiales); von den ersteren sind dank dieser Eigenschaften Nannofossilien überliefert (Discoaster, Braarudosphaera). Innerhalb des Lebenszyklus können verschiedene Stadien durchlaufen werden (amöboide und begeißelte, wie bei Chrysochromulina).
Bei der Art Dicrateria rotunda wurde die Bildung langkettiger, unverzweigter Alkane mit bis zu 38 Kohlenstoffatomen nachgewiesen. Diese können als Biokraftstoffe eingesetzt werden.

## Systematik
Synonyme:
- Coccolithophyceae Rothmaler, 1951 (AlgaeBase)[5][2]
- Prymnesiophyceae s.s. Casper, 1972, ex Hibberd, 1976 syn. Prymnesiophyceae Young and Bown 1997 (WoRMS etc.)[6][7][8][9][10]
- Haptophyceae s.s. Christensen, 1962 ex Silva, 1980
- Patelliferea Cavalier-Smith, 1993
- Prymnesiida[10]
- Prymnesiophyta[10]

Mitglieder:
- Unterklasse Prymnesiophycidae Cavalier-Smith(A,M)

- Ordnung Coccolithales Schwarz 1932(A,N,S,W,µ)
(mit Gattungen Calyptrosphaera, Helladosphaera und Coccolithus)
- Ordnung Isochrysidales Pascher, 1910(A,M,N,S,W,µ)
(mit Gattungen Dicrateria, Isochrysis und Gephyrocapsa) (letztere mit Spezies G. huxleyi, früher Emiliania huxleyi genannt)
- Ordnung Phaeocystales L.K.Medlin 2000(A,M,N,W,µ)
(mit Gattung Phaeocystis)
- Ordnung Prymnesiales Papenfuss, 1955(A,M,N,S,W,µ)
(mit Gattungen Prymnesium, Haptolina und Chrysochromulina)
- Ordnung Syracosphaerales W.W.Hay(A,M,N,W,µ)
- Ordnung Zygodiscales J.R.Young & P.R.Bown(A,M,N,W,µ)
(mit Gattungen Scyphosphaera und Braarudosphaera(N))

- ohne zugewiesene Unterklasse:

- Ordnung Arkhangelskiales Bown & Hampton 1997(A,M)
- Ordnung Discoasterales(A)
- Ordnung Eiffellithales Rood et al. 1971(A,M)
- Ordnung Podorhabdales Rood et al. 1971(A,M)
- Ordnung Stephanolithiales Bown & Young 1997(A,M)
- Ordnung Watznaueriales Bown 1987(A,M)
- ohne zugewiesene Ordnung: Gattungen Cyclococcolithus, Florisphaera und Nannoconus(A)

- fossile Vertreter:

- Ordnung †Discoasterales
(mit Familie †Discoasteraceae: Spezies †Discoaster surculus)

- Kandidaten:

- Klade: „SGUH624“(S)
- Spezies: „Prymnesiophyceae sp. RCC6258“(N)
- Spezies: „Prymnesiophyceae sp. RCC6262“(N)
- Spezies: „Prymnesiophyceae sp. RCC6270“(N)
- Spezies: „Prymnesiophyceae sp. RCC6271“(N)

(A): AlgaeBase
(M): Mindat
(N): Taxonomie des NCBI
(S): Silva
(W): WoRMS
(µ): Nordic Microalgae (SMHI)
Veraltet ist die Ordnungsbezeichnung Coccolithophorales (siehe Coccolithophorida). Die Ordnung Coccosphaerales Haeckel, 1894 wird bei NCBI geführt (ebenso bei der AlgaeBase, Mindat, WoRMS und Nordic Microalgae). Laut NCBI besteht diese aus den Familien Calyptrosphaeraceae und Pontosphaeraceae mit den Gattungen Calyptrosphaera und Helladosphaera respektive Scyphosphaera, diese gehören aber nach der AlgaeBase jedoch zu den Ordnungen Coccolithales respektive Zygodiscales gehören. D. h. die Ordnung Coccosphaerales wird daher nach AlgaeBase aufgeteilt auf Coccolithales (Hauptanteil) und Zygodiscales (beide Unterklasse Prymnesiophycidae).

## Galerie

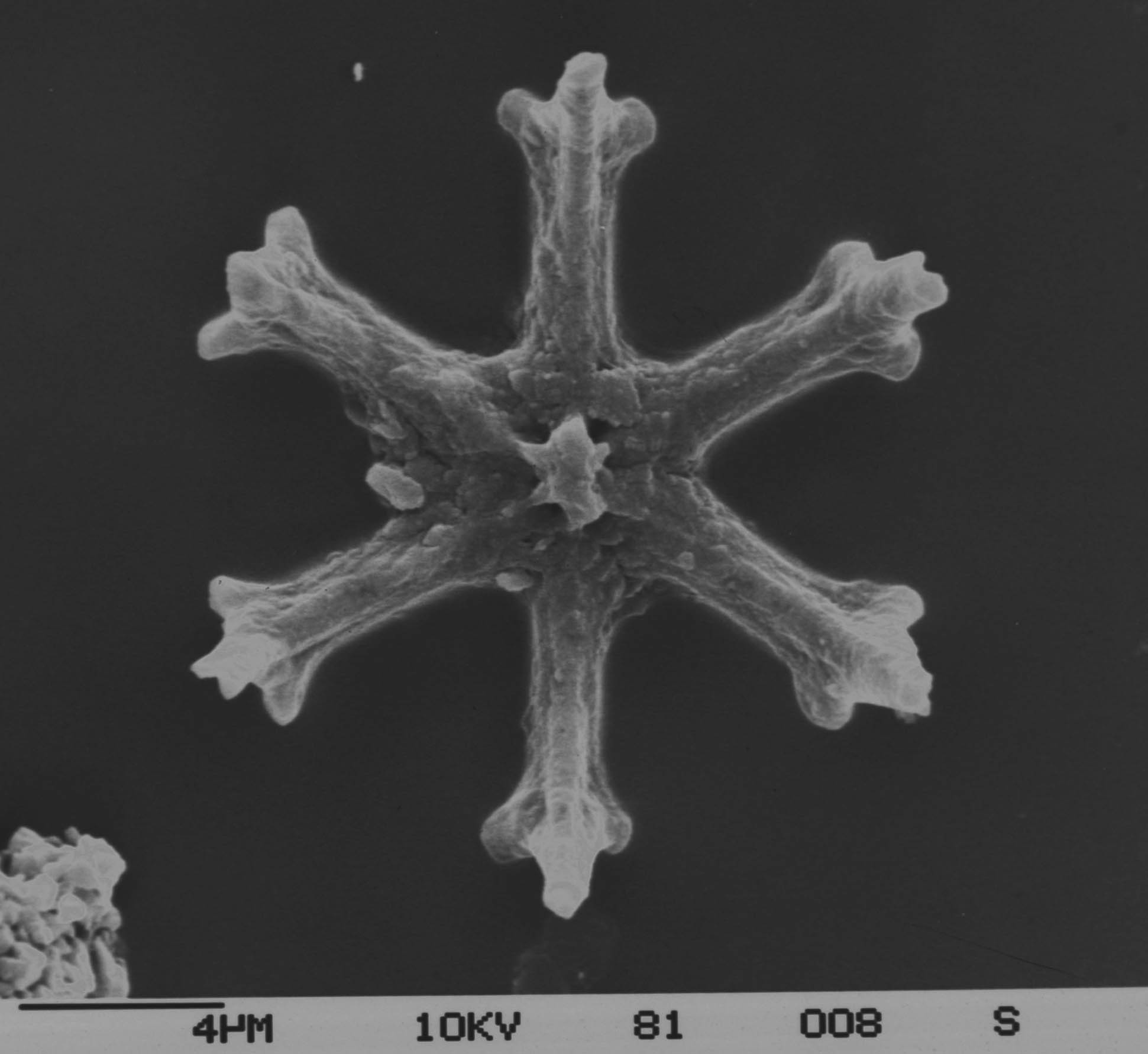
†Discoaster surculus (Discoasterales) Nannofossil, Tertiär Skelett aus einem marinen Sedimentkern
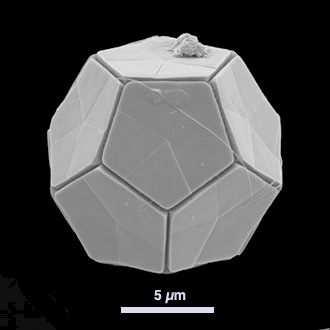
Die dodekaedrische Braarudosphaera bigelowii (Prymnesiophyceae)

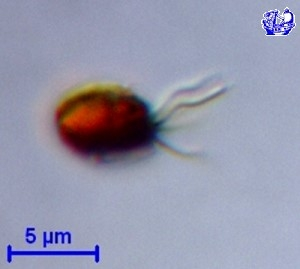
Isochrysis galbana Stamm 179, Zelle in Teilung mit 4 Geißeln, (Isochrysidales) Roscoff Culture Collection
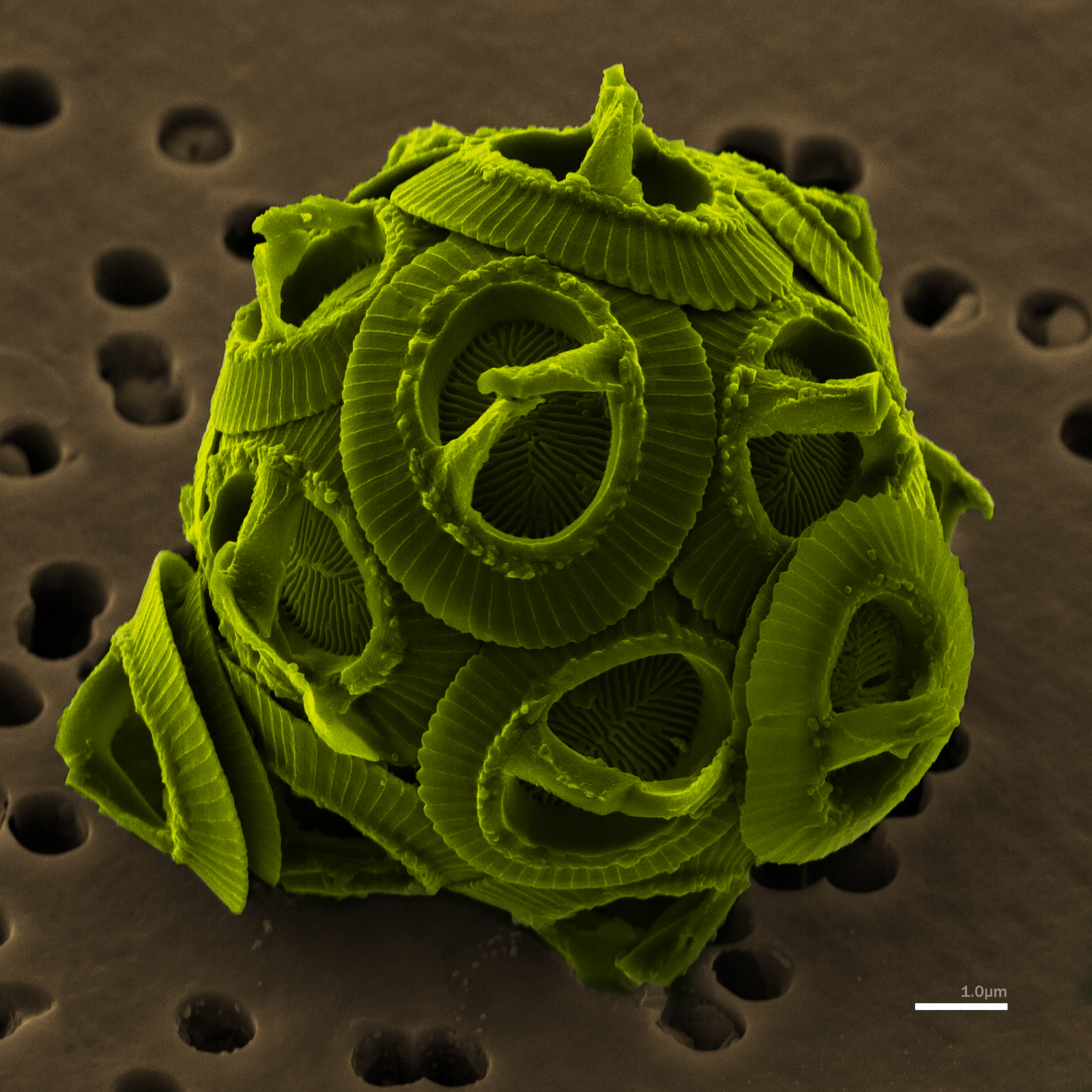
Gephyrocapsa oceanica (Isochrysidales) Falschfarbenbild (Balkenlänge 1 µm)
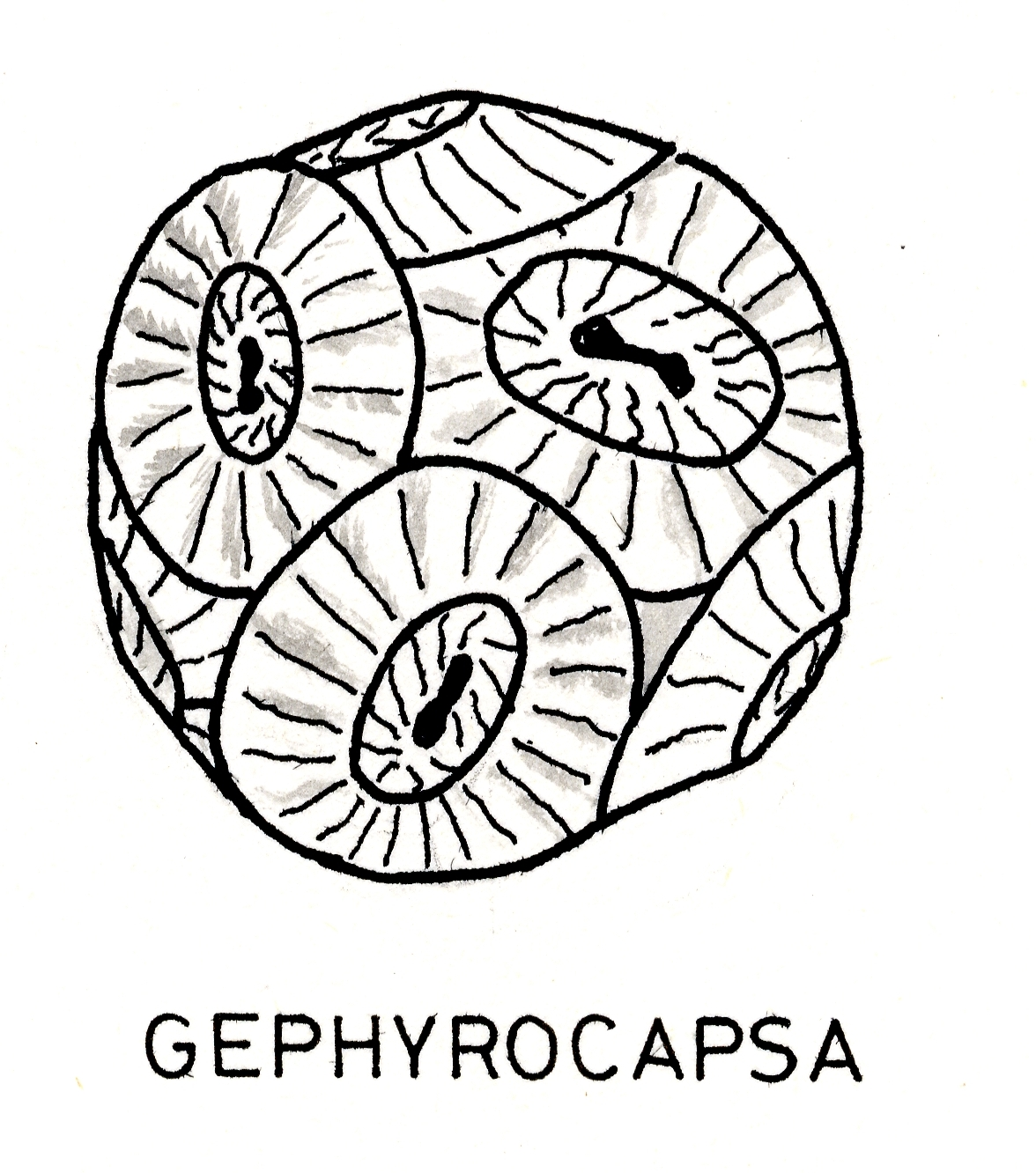
Illustration Gephyrocapsa (Isochrysidales)
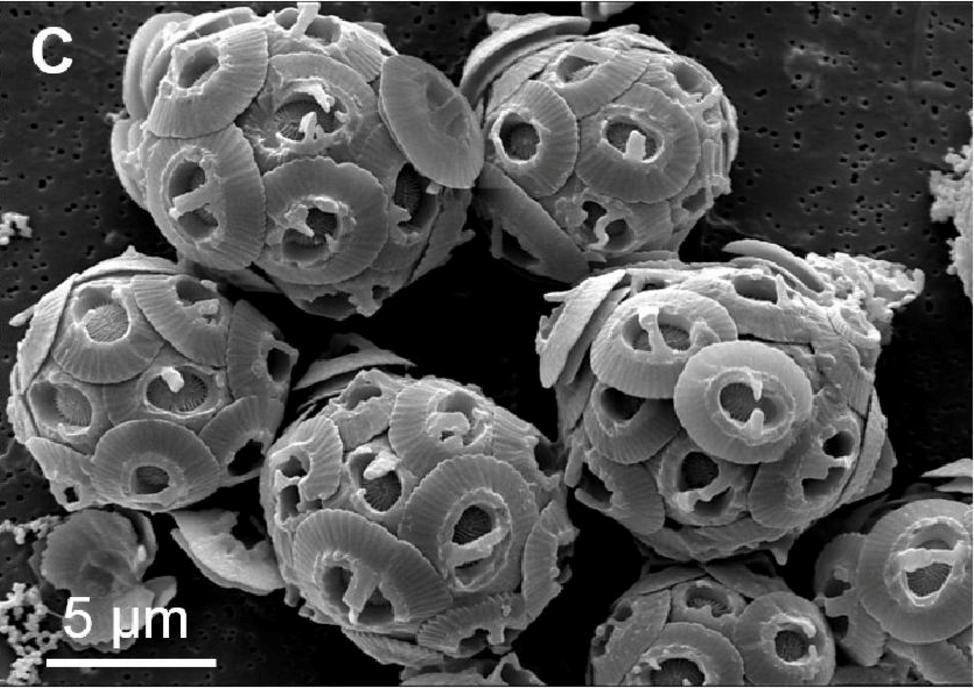
Coccolithen von Gephyrocapsa oceanica
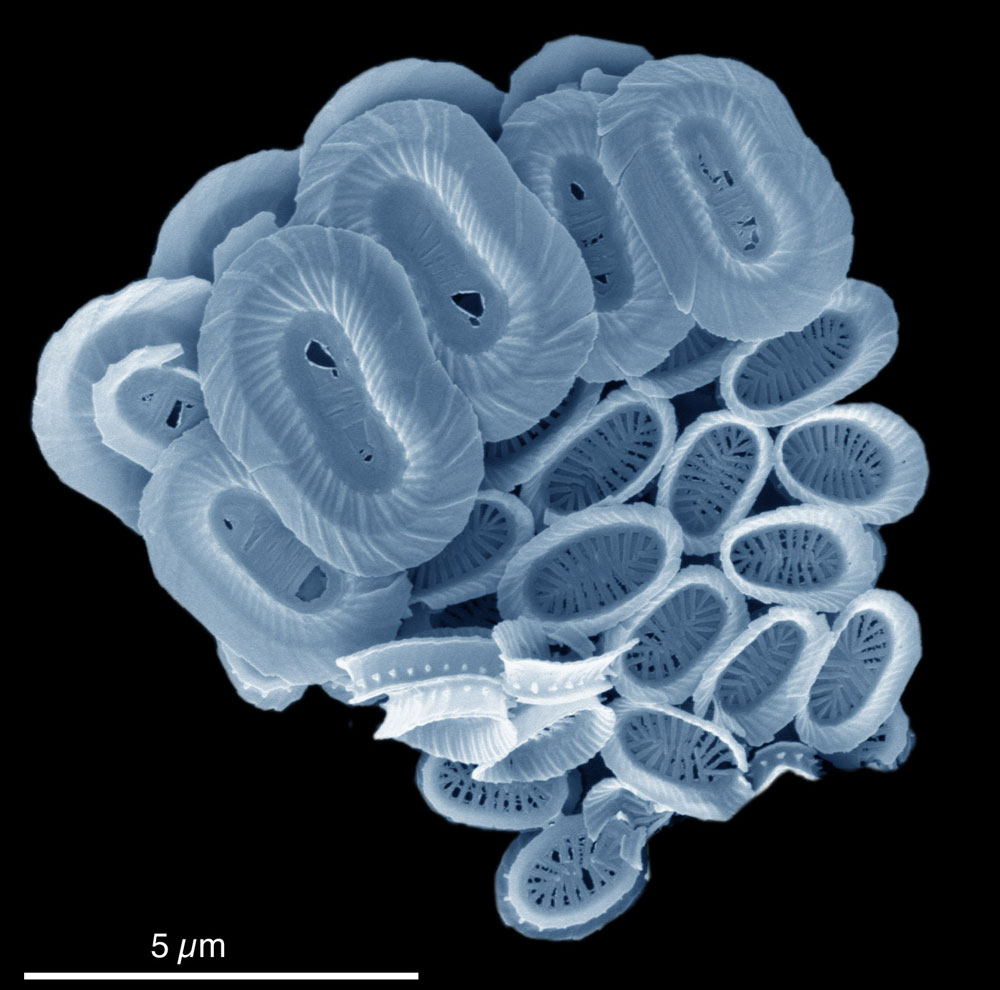
Syracosphaera azureaplaneta (Syracosphaerales)
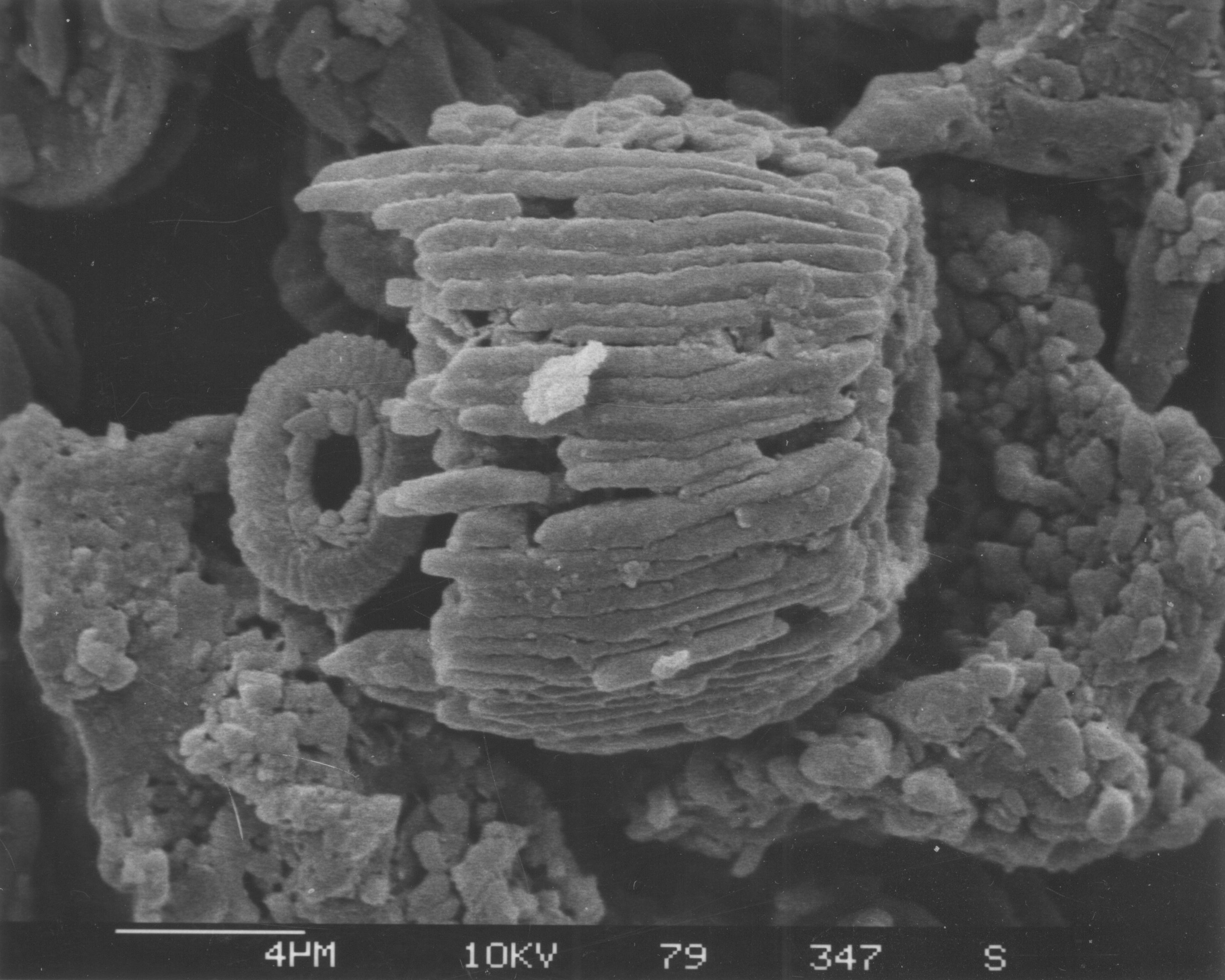
Pontosphaera (Pontosphaeracea)
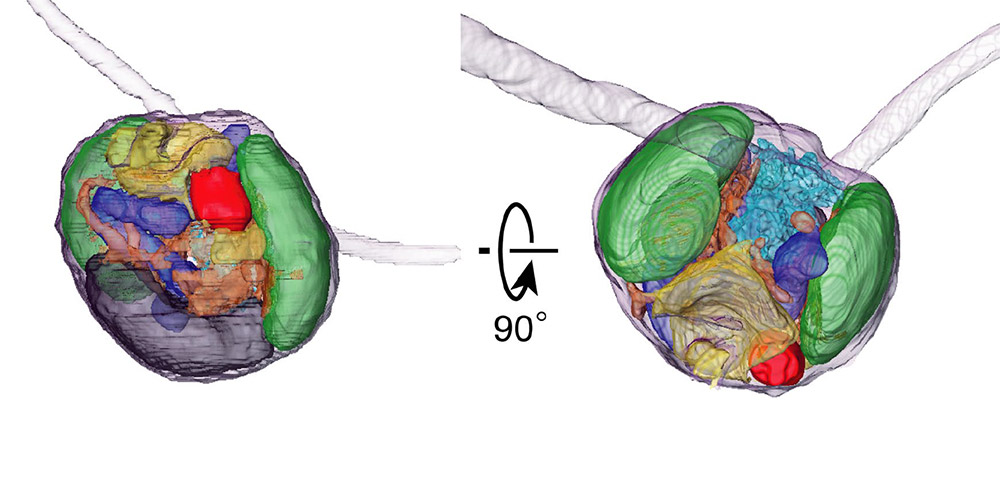
Kolorierte REM-Aufnahme von Dicrateria rotunda, Stamm ARC1
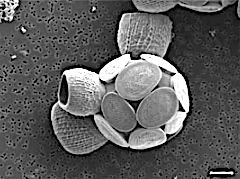
Scyphosphaera apsteinii (Zygodiscales)
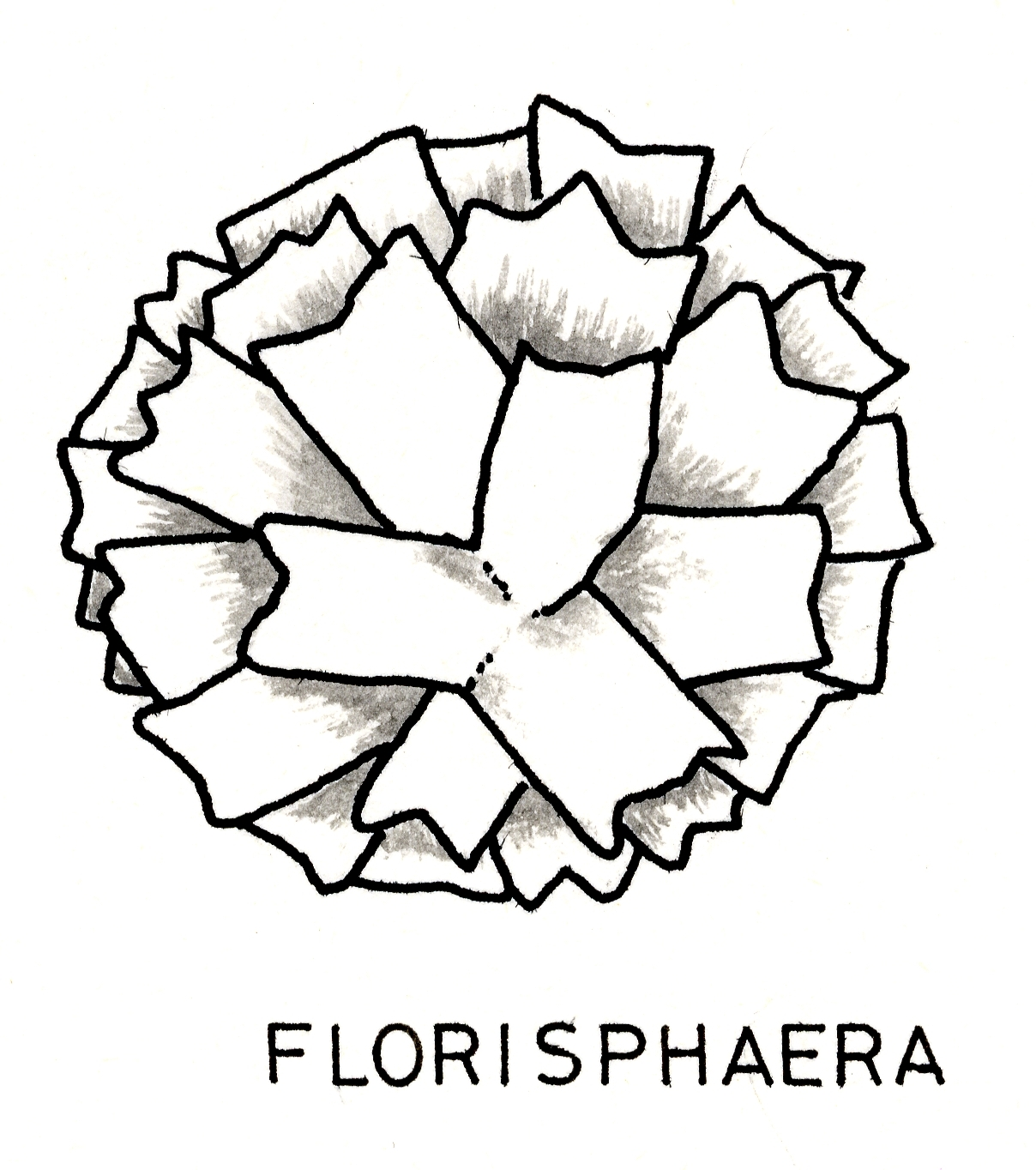
Illustration (Prymnesiophyceae incertae sedis)
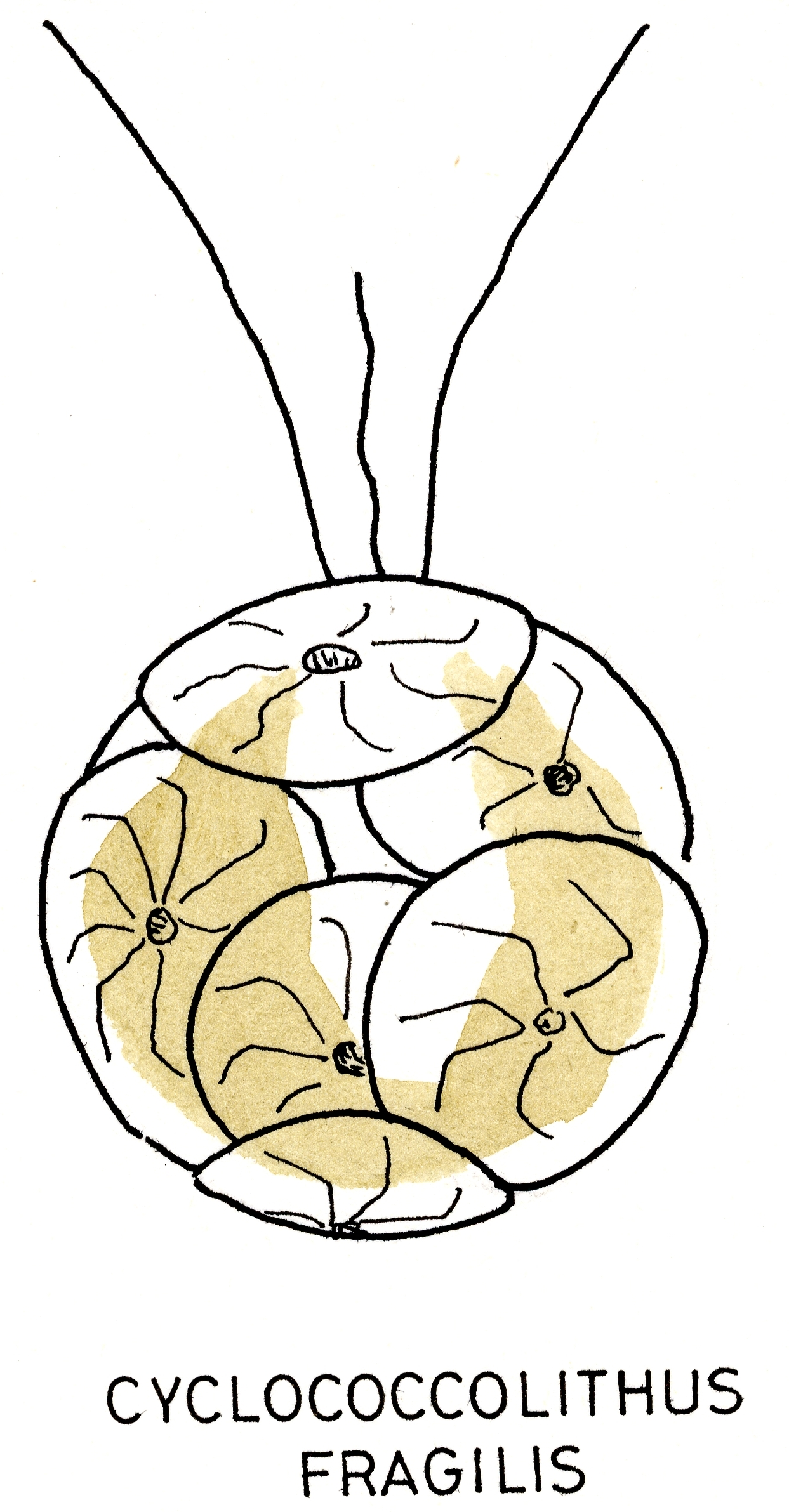
Illustration (Prymnesiophyceae incertae sedis)
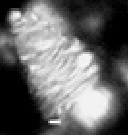
Nannoconus steinmannii (Prymnesiophyceae incertae sedis)

- †Discoaster surculus (Discoasterales)
Nannofossil, Tertiär
Skelett aus einem marinen Sedimentkern
- Die dodekaedrische Braarudosphaera bigelowii[A. 1]
(Prymnesiophyceae)